# プーラ円形闘技場

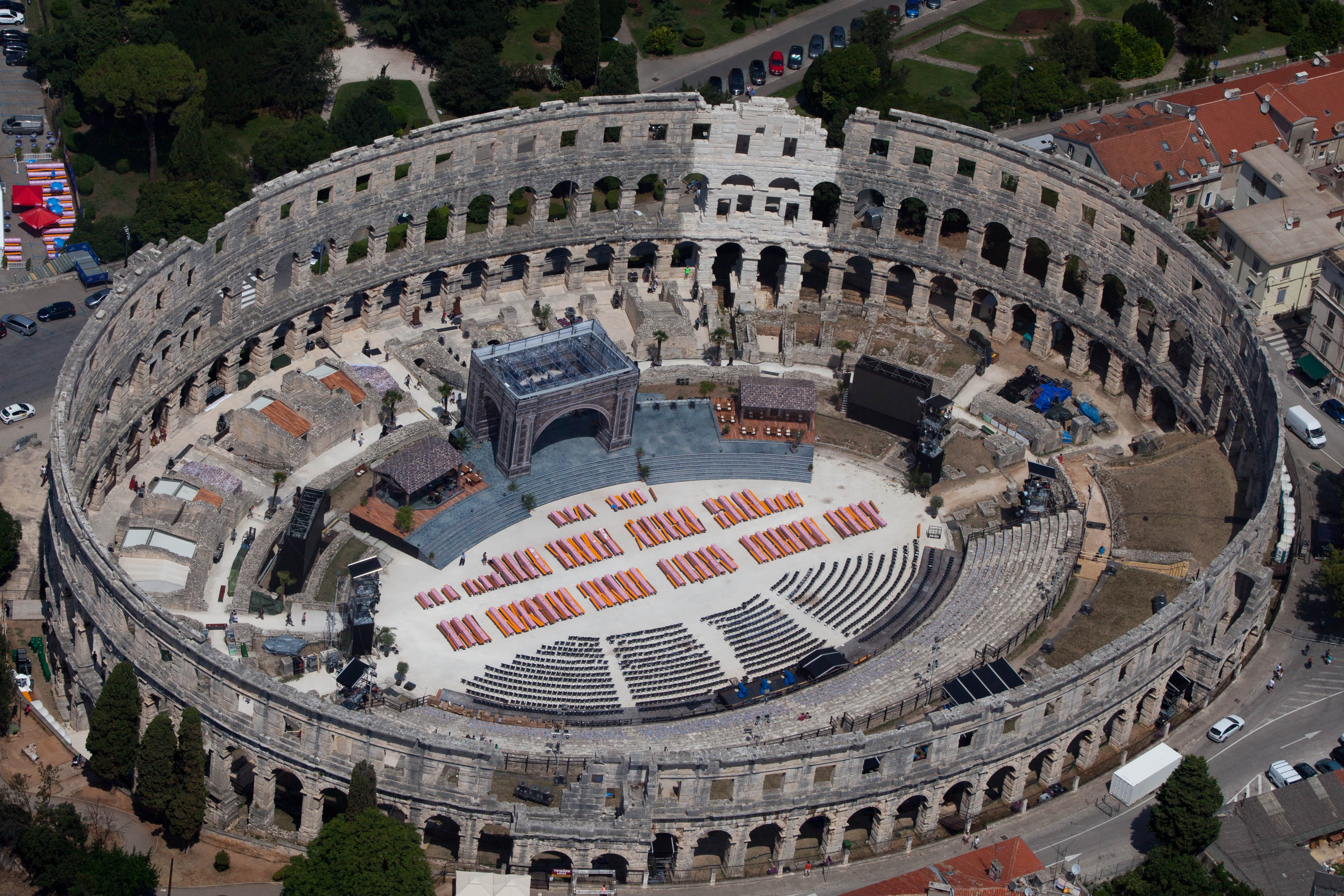
プーラ円形闘技場の航空写真

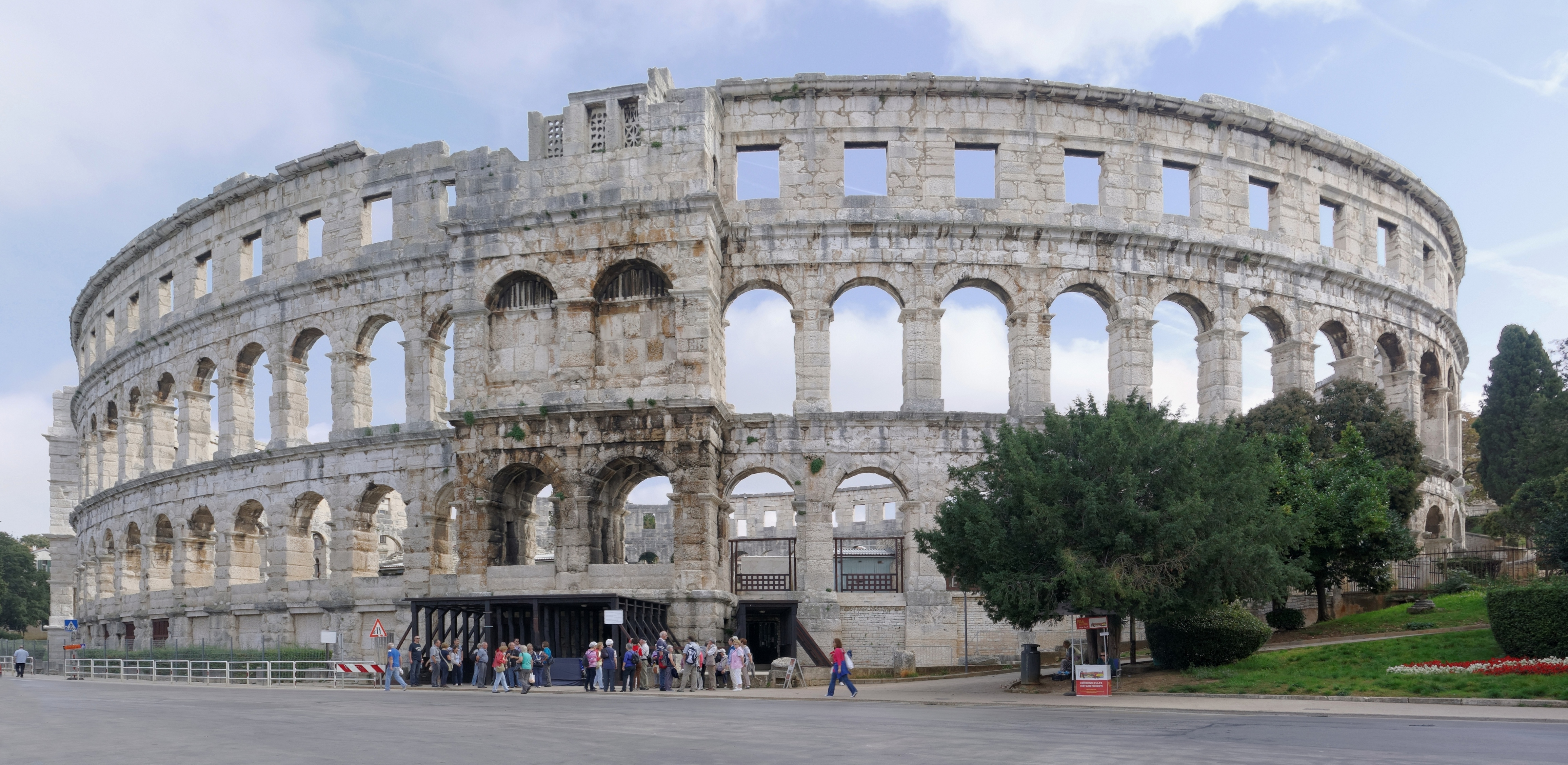
アドリア海側からみた闘技場

プーラ円形闘技場（クロアチア語: Amfiteatar u Puli，英語: Amphitheatre of Pula）またはプーラ・アレナ（Pulska Arena，Pula Arena）は、クロアチア北西部のイストリア半島先端のプーラにある古代ローマ時代に造られた円形闘技場。
古代ローマ時代には剣闘士の戦いや剣闘士と猛獣の戦いなどの見世物が、中世には騎士の模擬戦争が行われた。現在はコンサートや映画祭等の会場として用いるため、陸側の下層階客席などが復元されている。また剣闘士の戦いのショーが行われることもある。

## 概要
この闘技場はローマ帝国初代皇帝アウグストゥス（在位 前27年 - 14年）から第9代皇帝ウェスパシアヌス（在位 69年 - 79年）の治世のころ、中央政府の予算にて建設されたと考えられている。建物はアドリア海に向かって傾斜する斜面に建てられていて、長辺132.5m、短辺105.1mの楕円形で敷地面積11,466m2であり、中央の平らな競技スペース（アレナ）も67.9m×41.6mの楕円形である。また、地上からの高さは海側の最も高い所で32.45mである。客席部分の建物は、海側において地上から嵩上げに使われた壁の外観を呈する1階部分と、アーチ構造のファサードを持つ2階から4階となっており、総観客数23,000人を収容できたと考えられている。なお、コンサート会場等として改修された現在の観客収容数は約5,000人である。
楕円の長辺の南側はプーラ旧市街方向を向いており、わずかに大きな4m幅のアーチを持つ施設のメイン・ゲートとなっている。2階部分のアーチ窓は楕円の全周で72箇所あり、最上階の4階の長方形の窓は長辺・短辺端の4箇所の塔構造の部分を除いて全周で64箇所である。
競技スペースの下には地階があり、出し物に使われる猛獣等を格納したり、資機材を保管するために使われていたと考えられている。現在、地階は出土品の展示スペースとなっている。
5世紀頃には闘技場は使われなくなり、その石材が他の建物の建築資材として持ち去られ、廃墟となっていった。

## アクセス
- プーラ長距離バスターミナルから徒歩または市内バスで南西へ約500m
- プーラ駅から徒歩で南南東へ約700m
- 市街地中心のセルギウスの凱旋門付近から徒歩または市内バスで北北東へ約600m